# 15 минут славы
«15 минут славы» (англ. 15 Minutes) — американский фильм режиссёра Джона Херцфелда. Вышел на экраны в 2001 году. Динамичный боевик о борьбе «хороших сыщиков» (Де Ниро, Бёрнс) с «плохими парнями» (Роден, Тактаров).
Название фильма отсылает к фразе Энди Уорхола: «В будущем каждый сможет стать всемирно известным на 15 минут» (англ. «In the future, everyone will be world-famous for 15 minutes»).

## Сюжет
Два хара́ктерных персонажа с «говорящими» фамилиями Эмиль Сло́вак и Олег Разгу́л из Чехии и России прилетают в США. Оба только что отбыли тюремный срок и рассчитывают получить свою часть добычи, полученной в результате произведённого ими ранее ограбления банка. Разыскав третьего соучастника Милоша Карлова, они требуют свою долю. Тот им отказывает, Эмиль убивает и Милоша Карлова, и его жену, при этом Олег Разгул снимает сцену расправы на видео. Уничтожая следы, преступники поджигают квартиру Милоша. Случайной свидетельницей убийства становится знакомая семьи Дафна, которая успевает убежать.
Инспектор дознания пожарной охраны Джордан Уоршоу быстро устанавливает криминальный характер возгорания. К расследованию подключается опытный полицейский офицер Эдди Флемминг, фигура настолько примечательная, что местное телевидение делает на основе его расследований регулярные шоу. Репортёры следуют за Флеммингом неотрывно. Сыщики вступают в схватку с преступниками.
Обнаглевшие от кажущейся безнаказанности, бандиты совершают преступление за преступлением, фиксируя всё на видео. Детективы идут по кровавому следу и почти настигают их. Завязавшаяся погоня результатов не дала. Более того, в руках у Словака оказывается бумажник напарника Флемминга, а в нём — визитная карточка с адресом Эдди. Испытывая злобу и зависть к чужому успеху и благополучию, бандиты пробираются в дом Флемминга и под прицелом видеокамеры убивают его. У преступников новый замысел — продать телевидению кассету с финалом приключений известного детектива. К изумлению и ярости города и, особенно, полицейских, находится и продюсер-падальщик, готовый заплатить миллион долларов и выпустить видео такого сорта в эфир. Это — Роберт Хокинс, организатор шоу, успех которому принёс Флемминг.
Преступникам нужна слава. Они отправляются в известный ресторан, чтобы во время трансляции смертельного шоу наблюдать за реакцией многочисленных посетителей. Их узнают, возникает паника. Бандиты не боятся ареста, им он скорее выгоден. В их воспалённом воображении — освобождение по невменяемости, слава телезвёзд, гонорары за публикацию их похождений. Ни один из преступников не готов уступить такой куш своему сообщнику. Словак стреляет в Разгула, а сам получает сполна от разозлённого Джордана. Точка в шоу не поставлена. Вездесущий телерепортёр Хокинс пробирается к хрипящему Разгулу, чтобы взять у него предсмертное интервью на фоне виднеющейся вдали Статуи Свободы.
Финальная сцена. Роберт Хокинс предлагает Джордану за хорошее вознаграждение заменить Флемминга и стать новой звездой детективного шоу. Без слов, Джордан бьёт мерзавца и уходит под молчаливое одобрение окружающих их полицейских.

## В ролях
| Актёр              | Роль           |
| ------------------ | -------------- |
| Роберт Де Ниро     | Эдди Флемминг  |
| Эдвард Бёрнс       | Джордан Уоршоу |
| Келси Грэммер      | Роберт Хокинс  |
| Мелина Канакаредес | Николетт Карас |
| Карел Роден        | Эмиль Словак   |
| Олег Тактаров      | Олег Разгул    |
| Владимир Машков    | Милош Карлов   |
| Вера Фармига       | Дафна          |
| Шарлиз Терон       | Роуз Хем       |

## Награды
Из кино-наград известна только номинация 2002 года на премию «Таурус» Всемирной академии каскадёров «Постановка лучшей драки» (англ. World Stunt Awards — вручается с 2001 года по 9 номинациям).

## Критика
Критика единодушием не отличилась.
«Фильм „15 минут славы“ — несколько циничная сатира на отображение насилия и разврата в массмедиа. В нём нет блеска „Прирождённых убийц“ и остроумия „Плутовства“, но это настоящее кино, с острыми краями, такое, как есть» (Роджер Эберт. «15 Minutes», Чикаго СанТаймс, 9 марта 2001 г.).
«Фильм с давно истёкшим сроком годности» (Роллинг Стоун, 5 марта 2001 г.).
«Представление об Америке, как о земле неограниченных возможностей (особенно для преступников), нам с неоспоримой настойчивостью пытаются подать в „Пятнадцати минутах славы“, фильме-триллере скорее надуманном, чем захватывающем» (Тодд Маккарти. «15 Minutes», обозрение Варьете, 2 марта 2001 г.).